# Кашеида, Анатолий Фёдорович
Анатолий Фёдорович Кашеида (Кошеида; 14 августа 1928 года, г. Тальное, Киевской области — 19 июня 1998 года, Умань) — советский украинский писатель, поэт, журналист. Член Союза писателей УССР.
В 1947 году окончил Бакинское военно-морское подготовительное училище, затем учился в Высшем военно-морском училище имени М. В. Фрунзе. В 1958 году уволен в запас. Затем учился в Литературном институте им. Горького в Москве и работал в агентстве печати «Новости».
С 1975 года — редактор Киевской киностудии им. А. Довженко.